# Zachobiella lobata
Zachobiella lobata is een insect uit de familie van de bruine gaasvliegen (Hemerobiidae), die tot de orde netvleugeligen (Neuroptera) behoort. 
Zachobiella lobata is voor het eerst wetenschappelijk beschreven door New in 1988.